# Günther Sawatzki
Günther Sawatzki (* 1906; † 1978) war ein deutscher Journalist und Drehbuchautor.

## Leben
Sawatzki war Feuilletonchef der Zeitung Die Welt. Als Autor verfasste er die Werke Die verwirtschaftete Freiheit. und Die verschollenen Briefe - bk661. Im Februar 1963 wurde er Vater der Schauspielerin Andrea Sawatzki. 1965 wurde er mit dem Sudetendeutschen Kulturpreis ausgezeichnet. Er litt in seinen letzten Lebensjahren unter Demenz und wurde von seiner Tochter gepflegt. Das Buch Brunnenstraße ist über Günther Sawatzki und ihm von seiner Tochter gewidmet.

## Filmografie (Auswahl)
- 1966: Gespenster (Fernsehfilm)
- 1967: Die Flucht nach Holland (Fernsehfilm)
- 1968: Der Reformator (Fernsehfilm)
- 1971: Preußen über alles... - Bismarcks deutsche Einigung (Miniserie)
- 1972: Mit dem Strom (Fernsehfilm)
- 1972: Gewissensentscheidung (Fernsehfilm)

## Werk
- Die verwirtschaftete Freiheit.  Verlag Josef Knecht, Frankfurt/Main
- Die verschollenen Briefe - bk661.  Verlag Josef Knecht, Frankfurt/Main

## Auszeichnungen
- 1965: Sudetendeutscher Kulturpreis